# Гончаров Павло Дмитрович
Павло Дмитрович Гончаров (нар. 25 червня 1975, м. Кременчук, УРСР) — український актор театру та кіно, театральний режисер, провідний майстер сцени Черкаського академічного обласного українського музично-драматичного театру ім. Тараса Шевченка, режисер масових заходів Черкаського будинку культури ім. Івана Кулика, засновник мистецької ініціативи «Майстерня Актуальної Творчості» (МАТ), учасник мистецького проєкту театр-студія «PROtest», ведучий міських, районних та обласних подій, член журі мистецьких конкурсів та фестивалів, куратор галузі культури Черкащини від партії «Європейська Солідарність». Заслужений артист України (2025).

## Життєпис
Народився 25 червня 1975 року у місті Кременчук Полтавської області в робітничій родині.
Будучи школяром четвертого класу став солістом учнівського хору, з шостого грав у шкільному театральному гуртку, а старшокласником співав у шкільному ВІА. По закінченню школи – працював на завод та паралельно займався у народному театрі ПК «КрАЗ».
1994 року вступив до Державного обласного художньо-театрального коледжу – разом із акторським мистецтвом здобув режисерські навички та досвід у майстра Віталія Ковалевського. Отримав запрошення на роботу до в Херсонського театру ім. Миколи Куліша, де молодий актор отримав головні ролі у театральних постановках – Алі-Баба в мюзиклі та роль Фігаро. Далі працював у Дніпропетровському театрі ім. Тараса Шевченка (1998), Київському театрі юного глядача на Липках та майже на шість років у Миколаївський художній театр. Між роботою в обласних театрах – обіймав посаду головного режисера Кременчуцького міського палацу культури; працював актором, режисером та драматургом у приватному театрі для дітей. У Миколаєві, паралельно з акторською роботою, здобував менеджерський досвід у власноствореному приватному театрі юного глядача «Квітень».

Черкаський академічний обласний український музично-драматичний театр ім. Тараса Шевченка

З 2008 року переїхав у Черкаси. Актор Черкаського академічного обласного українського музично-драматичного театру ім. Тараса Шевченка, провідний майстер сцени. Втілив понад півсотні різноманітних ролей. Поміж вокальних ролей – Олексій («Сватання на Гончарівці»), Скворцов («Шельменко-денщик»), Бред Віннер («Дорога Памела»), Оттокар («Циганський барон»), Семен Гулак-Артемовський («Невідомий Артемовський»), Робер («Боїнг-боїнг»), Мальволіо («12-та ніч, або що захочете»), Акаст («Мізантроп»), Господар бару («Танго Марії»), Петро («Наталка-Полтавка»), Дон Жуан («ЛесЯ Українка»).
Павло Гончаров став «донором сюжету» – за мотивами його життя драматіргиня Кіра Малініна створила п'єсу, а режисер Антон Романов поставив абсурдну комедію про те, «як одного разу в будинок не надто успішного режисера увірвався хаос у вигляді постійно змінюючих один одного відвідувачів». У виставі «Історія про людину, з якою трапилася історія» персонажа, якого грає Павло Гончаров, називають Петром. Робота вийшла в рамках програми «Черкаська Театральна Лабораторія» (ЧТЛ) в Черкаському академічному обласному українському музично-драматичному театрі ім. Тараса Шевченка.
Пожежа Черкаського музично-драматичному театрі ім. Тараса Шевченка 2015 року й неможливість повноціно реалізовуватися на сцені театру, стало поштовхом до створення театру-студії «PROtest» – відкрили 2016 року спільно із однодумцями: молодим режисером Сашком Демешком та заслуженим артистом України Миколою Зайнчківським за всебічної підтримки Сергія Проскурні. Простір отримав вистави, творчі вечори, акторські майстер-класи, мистецькі зустрічі. Ще одна ініціатива була започаткована 2017 року – Павло Гончаров започаткував «Майстерню Актуальної Творчості» (МАТ) – мистецький простір, який об’єднує людей різних поколінь, професій та смаків та допомагає реалізовувати творчий потенціал черкащан. В майстерні було створено акторську імпровізацію для дорослих «Гамлет і Джульєтта» за мотивами зарубіжних авторів, яка порушувала актуальниі питання сьогодення та руйнувала бар’єри між глядачами та акторами; Гончаров створив сучасну музичну казку для родинного перегляду за твором «Чарівне дзеркальце, або Незнайомка з країни сонячних зайчиків» Всеволода Нестайка – проєкт отримав грант у галузі культури від міського департаменту освіти та гуманітарної політики Черкаської міської ради.
З 2018 року працює в «Майстерні актуальної творчості» у Черкаському міському будинку культури ім. Івана Кулика. Поставив виставу «Балада про любов» із присвятою до 70-річчя від дня народження Володимира Івасюка. Музична вистава складається з творів композитора, вибудованих в історію любові. У березні 2023-го переосмислену версію цієї вистави поставив на професійній сцені Черкаського академічного обласного українського музично-драматичного театру ім. Тараса Шевченка. Прем'єру зіграли до дня народження Івасюка, 4 березня 2023 року.

## Театр

### Акторські роботи
Херсонський обласний академічний музично-драматичний театр імені Миколи Куліша
- «Алі-Баба та сорок розбійників» за мотивами перської казки «Алі-Баба і сорок розбійників» з віршами Веніаміна Смєхова на музику Сергія Нікітіна та Віктора Берковського — Алі-Баба

Київський академічний театр юного глядача на Липках
- 1998 — «Чарівна Пеппі» за мотивами повісті «Пеппі Довгапанчоха» Астрід Ліндґрен; реж. Віктора Гирича — Поліцейський
- «Маленькі трагедії» за п'єсами Олександра Пушкіна; реж. Костянтин Дубінін — Ловчий

Миколаївський академічний художній драматичний театр
- «Верона: ще одна історія кохання» за п'єсою «Чума обом домівкам вашим» Григорія Горіна; реж. ??? — Фіранделло
- «Весела вода смутку» за п'єсою «Саня, Ваня з ними Римас» Володимира Гуркіна; реж. Анатолій Новицький — Петро
- «Вишневий сад» за п'єсою Антона Чехова; реж. Петро Бойко — Петро
- «Емма» за романом «Пані Боварі» Гюстава Флобера; реж. Микола Яремків — Диявол
- «З коханням не жартують» Педро Кальдерона; реж. Валентина Булатова — Москатель
- «Кабала святош» за романом «Життя пана де Мольєра» Михайла Булгакова; реж. Петро Бойко — Блазень
- «Лісова пісня» драмою-феєрією Лесі Українки; реж. Микола Кравченко — Лукаш / Перелісник
- «Пристрасті за Торчаловим» Микити Воронова; реж. ??? — Степан
- «Шалена ніч, або одруження Пігдена» за п'єсою «Номер 13» Рея Куні; реж. Петро Бойко — Портье

Черкаський академічний обласний український музично-драматичний театр імені Т. Г. Шевченка
- «12-та ніч, або Що захочете» за п'єсою «Дванадцята ніч, або Як собі хочете» Вільяма Шекспіра; реж. Андрій Крітенко — Мальволіо[en][2]
- «Аладдін» Богдана Стельмаха; реж. Олесь Павлютін — Чаклун
- «Барвінок-герой» за казками Богдана Чалого; реж. Олесь Павлютін — соліст хору
- «Безхребетність» Інгрід Лаузунд; реж. Наталія Неміровська — Гуфшмідт
- «Боїнг-боїнг» Марка Камолетті; реж. Олесь Павлютін — Робер
- «Візок чудес» за творами Івана Франка; реж. Олесь Павлютін — Лис Микита
- «Гра в театр» за п'єсою «Академія сміху» Кокі Мітані[en]; реж. Антон Романов — Цензор
- «Дорога до сонця» Едуарда Яворського та Аркадія Горіна за казками Ганса Крістіана Андерсена — Гвардієць, Імператор
- «Дорога Памела» Джона Патрика; реж. Олександр Олексюк — Бред Віннер
- «Дуже проста історія» Марії Ладо; реж. Петро Бойко — Олексій
- «Дума про братів Неазовських» за поемою Ліни Костенко; реж. Сергій Павлюк — Зрадник
- «Заспокойтеся, Піньон» за Френсісом Вебером; реж. Олександр Варун — Гарсон
- «Кайдашева сім'я» за повістю Івана Нечуй-Левицького; реж. Ада Куниця — Лаврін
- «Кіт у чоботях» за казкою Шарля Перро; реж. Олесь Павлютін — Жан
- «Князь Ярослав» за драмою «Ярослав Мудрий» Івана Кочерги; реж. Алім Ситник — Турвальд
- «Коза-Дереза» опера Миколи Лисенка (лібрето – Дніпрова Чайка); реж. Олександр Кузьмин — Дід, Рак-неборак
- «Король Дроздобород» Богдана Стельмаха; реж. Олесь Павлютін — Король Дроздобород
- «Мартин Боруля» за однойменною п'єсою Івана Карпенка-Карого; реж. Анатолій Москаленко — Микола
- «Мізантроп» за п'єсою Мольєра; реж. Олесь Павлютін — Акаст
- «Не турбувати, або Шаленство в готельному люксі» за п'єсою Рея Куні; реж. Сергій Павлюк — Річард Уіллі
- «Ніч перед Різдвом» за однойменною повістю Миколи Гоголя; реж. Олександр Андрієнко — Потьомкін
- «Сватання на Гончарівці» за однойменною п'єсою Григорія Квітки-Основ'яненка — Олексій
- «Сироїжка, або Таємниця лісового дощу» Валерія Зиміна; реж. Олесь Павлютін — Мухомор
- «Сільва» оперета Імре Кальмана; реж. Володимир Бегма — соліст хору
- «Снігова королева» Віктора Гирича за мотивами однойменної казки Ганса Крістіана Андерсена; реж. Станіслав Садаклієв — Казкар
- «Танго Марії» Астора П'яццоли, лібрето Олексія Юріна; реж. Анастасія Гнатюк — Господар бару
- «Тев'є-молочник» за п'єсою «Поминальна молитва» Григорія Горіна, створеної за мотивами збірки оповідань Шолом-Алейхема «Тев'є-молочар»; реж. Алім Ситник — Федір
- «Хранителі року» за п'єсою «Дванадцять місяців» Самуїла Маршака; реж. Олесь Павлютін — Квітень
- «Хто в домі господар?» Олексія Коломійця; реж. Олесь Павлютін — Фігаро
- «Циганський барон» оперета Йогана Штрауса; реж. Марк Крон — Оттокар
- «Шельменко-денщик» за п'єсою Григорія Квітки-Основ’яненка; реж. Олександр Олексюк — Скворцов
- 2004 — «Великий льох» за однойменною поемою Тараса Шевченка; реж. Олександр Дзекун — Москаль
- 2007 — «Сад Гетсиманський» за однойменним романом Івана Багряного; реж. Сергій Павлюк — Михайло Чумак[16]
- 2008 — «Войцек» за однойменною п'єсою Георга Бюхнера; реж. Андрій Жолдак — Кіборг
- 2010 — «Назар Стодоля» за п'єсою Тараса Шевченка; реж. Петро Ластівка — Бурсак-козак
- 2011–2014 — тетралогія «Тарас» Богдана Стельмаха; реж. Сергій Проскурня — низка образів
- 2013 — «Невідомий Артемовський» Сергія Проскурні; реж. Сергій Проскурня — Семен Гулак-Артемовський[2][17]
- 2014, 26 липня — «Історія про людину, з якою трапилася історія» Кіри Малініної; реж. Антон Романов — Петро[1][4]
- 2015 — «Серед грому і тиші» Сергія Проскурні на основі повідомлень ЗМІ часів життя та творчості Василя Симоненка, датованих текстів поета та спогадів його друзів та знайомих; реж. Сергій Проскурня — альтер-его Василя Симоненка[18]
- 2017 — «Наталка-Полтавка» за п'єсою Івана Котляревського; реж. Петро Ластівка — Петро
- 2018 — «Тестостерон» Анджея Сарамоновича[pl]; реж. В‘ячеслав Жила — Корнель
- 2019 — «Королева загублених ґудзиків» Лани Ра та Олександра Злотника; реж. Олесь Павлютін — Птах ґудзиніто
- 2019 — «Олена… не прийшла додому» Олександра Володарського; реж. В‘ячеслав Жила — Олександр
- 2020 — «Контрабас розбушувався» Олександра Володарського; реж. В‘ячеслав Жила — Геннадій Куріцин
- 2021 — «ЛесЯ Українка» Павла Гончарова за листами і творами Лесі Українки; реж. Павло Гончаров — Дон Жуан
- 2022 — «Носороги» Ежена Йонеско; реж. Станіслав Садаклієв — Логік
- 2023, 4 березня — «Балада про любов» Павла Гончарова за творами Володимира Івасюка; реж. Павло Гончаров — Василь
- 2024, 27 січня — «Макбет» за однойменною п'єсою Вільяма Шекспіра; реж. Станіслав Садаклієв — Росс
- 2024, 6 квітня — «Запорожець за Дунаєм» за оперою Семена Гулака-Артемовського; реж. Андрій Маслаков — Карась

PROtest
- «The Zoo story» за п'єсою «Що сталося у зоопарку?» Едварда Олбі; реж. Сашко Демешко — Джеррі[19]

«Майстерня Актуальної Творчості» (МАТ)
- 2017 — «Гамлет і Джульєтта» за п'єсою «Академія сміху» Кокі Мітані[en]; реж. Павло Гончаров — Цензор[6]

### Режисерські роботи
Учбовий театр
- «Камінний господар» за драматичною поемою Лесі Українки
- «Пристрасті під в'язами» за п'єсою Юджином О'Ніллом

Приватний театр «Квітень» (м. Миколаїв)
- 2002 — «Бетмен поспішає на допомогу Черепашкам-ніндзя»
- 2003 — «Шоу супергероїв»
- 2004 — «Нові друзі Аладдіна»
- 2005 — «Квітка щастя»
- 2006–2007 — «Коли проб'є чарівний годинник» (для Одеської обласної філармонії)

PROtest
- 2016 — «Пан Сирник і різдвяний пампушок» за казкою Світлани Лінинської

«Майстерня Актуальної Творчості» (МАТ)
- 2017 — «Гамлет і Джульєтта» за п'єсою «Академія сміху» Кокі Мітані[en][20][21]
- 2018 — казка «Чарівне дзеркальце, або Незнайомка з Країни сонячних зайчиків»[2]
- 2019 — музична вистава «Балада про любов» Павла Гончарова за творами Володимира Івасюка; реж. Павло Гончаров[11]
- 2020 — «Звинувачується жінка»

Черкаський академічний обласний український музично-драматичний театр імені Т. Г. Шевченка
- 2014 — концерт «Молитва за Україну»
- 2015 — режисер діалогів у виставі «Серед грому і тиші» Сергія Проскурні
- 2015 — концерт до Дня Соборності України
- 2021, 24 березня — «ЛесЯ Українка» Павла Гончарова за мотивами творів «Одержима», «Камінний господар», «Кассандра», «Бояриня» Лесі Українки[22]
- 2023, 4 березня — «Балада про любов» Павла Гончарова за творами Володимира Івасюка[12][13][14]

## Фільмографія
Серіал
- 2007 — «Ворожея»
- 2012 — «Жіночий лікар»
- 2015 — «Відділ 44»
- 2016 — «Черговий лікар»
- «Смерш-2»

Ігрове кіно
- 2022 — «Люксембург, Люксембург»; реж. Антоніо Лукіч — працівник паспортного столу[23]

## Відзнаки та нагороди
- Заслужений артист України (27 березня 2025)[24].